# Texas League
La Texas League est une ligue mineure de baseball composée d'équipes situées dans le Sud des États-Unis et pas exclusivement au Texas comme son le suggérerait. Elle est classée au niveau AA, soit deux niveaux en dessous de la Ligue majeure de baseball. Chaque équipe est affiliée avec une franchise de Ligue majeure, permettant le développement de joueurs avant leur arrivée au plus haut niveau.

## Histoire
Une ligue opère sous le nom de Texas League dès la fin du XIXe siècle mais il semble qu'il n'existe pas de lien entre cette première ligue et la ligue actuelle qui commence ses activités en 1902.
Créée comme une compétition de classe D en 1902, la Texas League est promue en Classe C dès 1904 où elle reste jusqu'en 1910 à l'exception de la saison 1906 (Classe D). Promue en Classe B en 1911 elle atteint le niveau de Classe A en 1921. 
La ligue cesse ses activités pendant la Seconde Guerre mondiale puis forme avec la Ligue mexicaine la Pan American Association de 1959 à 1961.

## Équipes de la saison 2023[1]
| Division | Franchise                      | Ville             | État     | Stade (capacité)                          | Affilié à (depuis)               |
| -------- | ------------------------------ | ----------------- | -------- | ----------------------------------------- | -------------------------------- |
| North    | Travelers de l'Arkansas        | North Little Rock | Arkansas | Dickey–Stephens Park (7 200)              | Mariners de Seattle (2017)       |
| North    | Naturals de Northwest Arkansas | Springdale        | Arkansas | Arvest Ballpark (7 305)                   | Royals de Kansas City (2008)     |
| North    | Cardinals de Springfield       | Springfield       | Missouri | Hammons Field (10 486)                    | Cardinals de Saint-Louis (2005)  |
| North    | Drillers de Tulsa              | Tulsa             | Oklahoma | ONEOK Field (7 833)                       | Dodgers de Los Angeles (2015)    |
| North    | Wind Surge de Wichita          | Wichita           | Kansas   | Riverfront Stadium (12 000)               | Twins du Minnesota (2021)        |
| South    | Sod Poodles d'Amarillo         | Amarillo          | Texas    | Hodgetown (6 631)                         | Diamondbacks de l'Arizona (2021) |
| South    | Hooks de Corpus Christi        | Corpus Christi    | Texas    | Whataburger Field (7 050)                 | Astros de Houston (1991)         |
| South    | RoughRiders de Frisco          | Frisco            | Texas    | Dr Pepper Ballpark (10 316)               | Rangers du Texas (2003)          |
| South    | RockHounds de Midland          | Midland           | Texas    | Momentum Bank Ballpark (6 669)            | Athletics d'Oakland (1999)       |
| South    | Missions de San Antonio        | San Antonio       | Texas    | Nelson W. Wolff Municipal Stadium (9 200) | Padres de San Diego (2021)       |

## Palmarès
| - 1902 Corsicana - 1903 Dallas - 1904 Corsicana - 1905 Fort Worth - 1906 Cleburne - 1907 Austin - 1908 San Antonio - 1909 Houston - 1910 Dallas et Houston - 1911 Austin - 1912 Houston - 1913 Houston - 1914 Waco et Houston - 1915 Waco - 1916 Waco - 1917 Dallas - 1918 Dallas - 1919 Shreveport - 1920 Fort Worth - 1921 Fort Worth - 1922 Fort Worth - 1923 Fort Worth - 1924 Fort Worth - 1925 Fort Worth - 1926 Dallas - 1927 Wichita - 1928 Houston - 1929 Dallas - 1930 Fort Worth - 1931 Houston - 1932 Beaumont |  | - 1933 San Antonio - 1934 Galveston - 1935 Oklahoma City - 1936 Tulsa - 1937 Fort Worth - 1938 Beaumont - 1939 Fort Worth - 1940 Houston - 1941 Dallas - 1942 Shreveport - 1946 Dallas - 1947 Houston - 1948 Fort Worth - 1949 Tulsa - 1950 San Antonio - 1951 Houston - 1952 Shreveport - 1953 Dallas - 1954 Houston - 1955 Shreveport - 1956 Houston - 1957 Houston - 1958 Corpus Christi - 1959 Austin - 1960 Tulsa - 1961 San Antonio - 1962 Tulsa - 1963 Tulsa - 1964 San Antonio - 1965 Albuquerque - 1966 Arkansas |  | - 1967 Albuquerque - 1968 El Paso - 1969 Memphis - 1970 Albuquerque - 1971 Arkansas - 1972 El Paso - 1973 Memphis - 1974 Victoria - 1975 Midland et Lafayette - 1976 Amarillo - 1977 Arkansas - 1978 El Paso - 1979 Arkansas - 1980 Arkansas - 1981 Jackson - 1982 Tulsa - 1983 Beaumont - 1984 Jackson - 1985 Jackson - 1986 El Paso - 1987 Wichita - 1988 Tulsa - 1989 Arkansas - 1990 Shreveport - 1991 Shreveport - 1992 Wichita - 1993 Jackson - 1994 El Paso - 1995 Shreveport - 1996 Jackson - 1997 San Antonio |  | - 1998 Tulsa - 1999 Wichita - 2000 Round Rock - 2001 Arkansas - 2002 San Antonio - 2003 San Antonio - 2004 Frisco - 2005 Midland - 2006 Corpus Christi - 2007 San Antonio - 2008 Arkansas - 2009 Midland - 2010 Northwest Arkansas - 2011 San Antonio - 2012 Springfield - 2013 San Antonio - 2014 Midland - 2015 Midland - 2016 Midland - 2017 Midland - 2018 Tulsa - 2019 Amarillo - 2020 Saison annulée en raison de la pandémie de Covid-19 - 2021 Naturals de Northwest Arkansas - 2022 RoughRiders de Frisco - 2023 Sod Poodles d'Amarillo |